# Vịt Scoter cánh trắng
Vịt Scoter cánh trắng (Melanitta deglandi) hay (Melanitta fusca deglandi) là một loài Vịt biển lớn.